# Agnese Visconti
Agnese Visconti (Milaan, 1363 - Mantua, 1391) was van 1382 tot aan haar dood vrouwe van Mantua. Ze behoorde tot het huis Visconti.

## Levensloop
Agnese was de negende van vijftien kinderen van Bernabò Visconti, hertog van Milaan, uit diens huwelijk met Beatrice Regina della Scala. 
Haar vader leidde een evenwichtige politiek ten opzichte van het huis Gonzaga en huwelijkte haar in 1380 uit aan Francesco I Gonzaga (1366-1407), vanaf 1382 heer van Mantua. Agnese bracht een bruidsschat van 50.000 scudi in het huwelijk, evenals de steden Parma, Cremona, Brescia en Bergamo. Uit het huwelijk werd een dochter geboren:
- Alda Gonzaga (overleden in 1405), huwde in 1405 met Francesco II Novello da Carrara, heer van Padua.

Agnese werd er later door haar echtgenoot van beschuldigd dat ze overspel had gepleegd met Antonio Scandiano. Mogelijk gebruikte hij dit als voorwendsel omdat hij de alliantie met haar vader wilde breken en er in de plaats een wilde sluiten met de republiek Venetië. Hij kon enkel van haar scheiden, maar aangezien haar echtgenoot alle relaties met haar vader wilde verbreken, was het noodzakelijk dat Agnese zou sterven. In 1391 werd ze samen met haar vermeende minnaar onthoofd.